# ウィレム・ルスカ
ウィレム・ルスカ（Willem Ruska、1940年8月29日 - 2015年2月14日）は、オランダの柔道家、プロレスラー。アムステルダム生まれ。1972年ミュンヘンオリンピック柔道男子無差別級、重量級金メダリスト。オリンピック同一大会で2階級を制覇した唯一の柔道家。身長190cm、体重110kg（プロレス転向後の公式サイズは身長196cm、体重120kg）。英語読みでウィリアム・ルスカまたはウィリエム・ルスカとも表記された。
柔道現役時代からプロレス参戦の間のみならず、トレーニングを怠らなかったため、50歳代で再びリングに立った際にも往年の肉体を維持していた。典型的な北欧人（スカンジナビアン）形質で長身に薄いプラチナブロンド、透けるような白い肌で熱戦になると白人独特の赤い肌になったためにマスコミからオランダの赤鬼などと称されたが、これは日本国内だけである（鬼＝a devilに肯定的ニュアンスはほぼないが、本人はアカオニという日本での通称を理解しており、後年には気に入っていたことを語っている）。ニックネームは Wim Ruska。

## 経歴
10代で入隊したオランダ海軍水兵の時代に柔道と出会い20歳で選手キャリアをスタート。その後日本に渡り日本人師範に師事した。1960年代半ばには、オランダ国内で早くも東京オリンピック優勝のアントン・ヘーシンクと渡り合う強豪選手にまで成長した。また、いわゆるナチュラルパワーの持ち主（巨木を笑いながら両肩にかつぐ写真あり）で、重量級選手としては特に大型ではない標準的な体躯にもかかわらず、科学的検査の結果、各種体力・運動能力指標でずば抜けた数値を記録している。
1972年、全出場選手のうち180cm台はわずか数人という大型選手目白押しのミュンヘンオリンピック大会で、重量級、無差別級と挑み双方で金メダルを獲得した。無差別級では3回戦でソ連のビタリー・クズネツォフに技ありで敗れたものの、敗者復活戦を勝ち上がり、決勝でクズネツォフへのリベンジを果たしている。なお、1980年モスクワオリンピックを最後に出場階級の重複は認められなくなり、1984年ロサンゼルスオリンピックを最後に無差別級は廃止となった。この大会の直前には三度に渡って来日し、岡野功主催の正気塾で猛稽古を積んでおり、表彰台には正気塾のトレーニングジャージを着て上がった。試合スタイルとしては、いわゆるポイント優先ではなく、正面から一本を取りにいくスタイルだった。
柔道を現役引退後、青少年相手の柔道師範などを経て、プロ格闘家へ転向して新日本プロレスに参戦。1976年2月6日、日本武道館において「格闘技世界一決定戦」と銘打ち、アントニオ猪木との「プロレス対柔道」の異種格闘技戦を行う。猪木を追い込むも、バックドロップ3連発でセコンドのクリス・ドールマンがタオルを投入し、TKO負けを喫した。ノンフィクション作家の柳澤健は1976年は新日本プロレスでアントニオ猪木対モハメド・アリなど4試合のリアルファイトが行われた異常な年ととらえたがこの試合はリアルファイトから除いた。毎日新聞も朝日新聞も猪木対アリ戦は何度も記事にしたが、この試合はスポーツ欄のコラムのみで取り上げた。毎日新聞のスポーツ欄のコラム『ベンチ』によると、柔道家の松下三郎と猪熊功は「ルスカの技ははるかに上だ。さびしいね。」と述べた。そんなルスカも8月には新日本プロレスのブラジル遠征に同行し、そのリアルファイトの一つイワン・ゴメスとのバーリトゥードを敢行し、圧倒される（結果はゴメスの反則負け）。
その後もプロレスラーとして新日本プロレスへの出場を続け、アンドレ・ザ・ジャイアント、タイガー・ジェット・シン、スタン・ハンセン、ボブ・バックランド、ハルク・ホーガンなど当時の新日本のトップ外国人ともタッグマッチで対戦したが、プロレスに対しての適応力が弱く、定着するには至らなかった。
長いブランクの後、1994年9月23日に横浜アリーナにおいて猪木と再戦。鍛え上げられた肉体を披露するも、チョークスリーパーで敗退している。同年には新日本プロレスの内部グループである平成維震軍の興行に参加し、後藤達俊を裸絞で下した。
後にプロレス界の決まり事を暴露したミスター高橋が著作の中で、ルスカを「自分が見てきた中で最も強い男」と述べている。ただし、ルスカ自身は、観客を相手にアピールするプロレス的センスが乏しく、また相手の話を良く聞く反面、簡単に負け役を飲んでしまう等、自己主張の弱い所があり、それが原因でプロレスラーとしては大成しなかったとも分析されている。なお、ミスター高橋は一連の異種格闘技戦も勝敗の決まったプロレスであったと証言している。
2001年に沖合いのヨットで脳出血を起こし、処置に時間が掛かったために言語障害と身体の麻痺が残った。14年間の車椅子生活を送り、2015年2月14日に死去した。74歳没。

## 主な戦績
(階級表記のない大会は全て重量級での成績)
- 1963年 - ドイツ国際 - 重量級 優勝、無差別 優勝
- 1964年 - ドイツ国際 - 無差別 優勝
- 1965年 - ヨーロッパ選手権 - 重量級 3位、無差別 2位
- 1965年 - ドイツ国際 - 無差別 優勝
- 1966年 - ヨーロッパ選手権 - 優勝
- 1966年 - ドイツ国際 - 無差別 優勝
- 1967年 - ヨーロッパ選手権 - 重量級 優勝、無差別 3位
- 1967年 - 世界選手権 - 優勝
- 1969年 - ヨーロッパ選手権 - 重量級 優勝、無差別 優勝
- 1969年 - 世界選手権 - 無差別 2位
- 1970年 - ヨーロッパ選手権 - 2位、無差別 2位
- 1971年 - フランス国際 - 優勝
- 1971年 - ヨーロッパ選手権 - 優勝
- 1971年 - 世界選手権 - 優勝
- 1972年 - ヨーロッパ選手権 - 重量級 優勝、無差別 優勝
- 1972年 - ミュンヘンオリンピック - 重量級 優勝、無差別 優勝